# Polposipus herculeanus
Polposipus herculeanus é uma espécie de coleóptero da família Tenebrionidae.
É endémica de Seicheles.